# Neusiedlersjön
Neusiedlersjön (tyska: Neusiedler See, ungerska: Fertő-tó, kroatiska: Nežidersko jezero/Niuzaljsko jezero) är den största endorheiska sjön i Centraleuropa och en av få europeiska stäppsjöar. Sjön ligger på gränsen mellan Ungern och Österrike. Sjön har en yta av 315 km², därav ligger 240 km² i Österrike och 75 km² på ungerskt territorium.
Sjön sträcker sig 36 km från norr till söder och är mellan 6 och 12 km bred från väst till öst. I genomsnitt ligger sjön 115,45 meter över Adriatiska havet och är faktiskt inte djupare än 1,8 meter som mest (i genomsnitt endast 1,0 meter). Regn och torka kan därför orsaka betydande översvämningar eller drastiskt sänka sjöns vattennivå. Sjön har försvunnit helt flera gånger under årens lopp, senaste skedde detta i början av 1900-talet.
Större delen av sjön omges av vass. Vattnet karakteriseras av stora mängder salt och gyttja som kommer upp från bottensedimenten. Under sommarmånaderna blir det ibland vassbränder då torr vass är ganska lättantändlig. Bränderna sprids sedan snabbt med hjälp av vinden.
Innan regleringsarbetena på 1900-talet sträckte sig sjön i sydost ända till Hanságs sumpmarker. Den var då nära sammankopplad med Donau och Raab. Idag styrs vattennivån genom en sluss på den ungerska sidan nära Mekszikópuszta. Bilaterala frågor behandlas av Österrikisk-ungerska vattenkommissionen.
Nationalparken som skyddar landskapet runt sjön som även den ligger i båda länderna, blev 2001 uppsatt på Unescos världsarvslista samt klassat som biosfärområde.
Området runt sjön drar en betydande mängd turister. Sjön är känd som Wienbornas sjö, då den erbjuder ypperliga möjligheter för segling och vindsurfing. Sjön har även en del kommersiellt fiske.
De större orterna som ligger vid sjöns stränder är Illmitz, Podersdorf, Weiden am See, Neusiedl am See, Jois, Breitenbrunn, Purbach, Donnerskirchen, Oggau, Rust och Mörbisch i Österrike samt Mekszikópuszta i Ungern. Kommunerna Illmitz, Apetlon och Podersdorf bildar ett hörn i sjön vilket ligger mellan sjön och ungerska gränsen.
2003 sjönk vattennivån med 30 cm i samband med torka.